# Герт, Матиас
Ма́тиас Кра́тманн Герт (дат. Mathias Krathmann Gehrt; 7 июня 1992, Брённбю) — датский футболист, атакующий полузащитник клуба «Видовре».

## Карьера
В 2011 году Герт подписал профессиональный контракт с клубом «Брондбю», предварительно пройдя все уровни клубной академии. Дебютировал он в основном составе команды 6 марта 2011 года в матче против «Люнгбю», который закончился со счетом 1:1. Свой первый гол за «Брондбю» он забил 3 апреля того же года, когда клубу из Брённбю противостоял «Силькеборг». 
В августе 2013 года подписал двухлетний контракт с клубом АДО Ден Хааг. В конце августа 2016 года покинул команду.